# Naomie Harris
Pour les articles homonymes, voir Harris.
Naomie Harris /ˈneɪəmi ˈhæɹɪs/ est une actrice britannique, née le 6 septembre 1976 à Londres.
Elle commence sa carrière durant son enfance, apparaissant dans des séries télévisées destinées à la jeunesse. 
Elle se fait remarquer dans les années 2000 par ses rôles dans des longs métrages tels que 28 jours plus tard, Pirates des Caraïbes : Le Secret du coffre maudit, Miami Vice : Deux flics à Miami et Pirates des Caraïbes : Jusqu'au bout du monde. 
Dès lors, elle alterne grosses productions et cinéma d'auteur. 
Elle interprète aux côtés de Daniel Craig le personnage de Miss Moneypenny dans la saga cinématographique James Bond à compter de Skyfall (2012) et séduit la critique en interprétant Winnie Mandela dans le drame Mandela : Un long chemin vers la liberté (2013).
Elle est acclamée par la critique pour son interprétation d'une mère droguée dans le drame Moonlight (2016), qui lui vaut de nombreuses récompenses et citations, notamment pour les Oscars du cinéma, les Golden Globes et les BAFTA Awards.

## Biographie

### Jeunesse et débuts précoces
Née dans le quartier d'Islington, Naomie Harris grandit dans une famille monoparentale. Sa mère, Lisselle Kayla, est une ancienne scénariste originaire de Jamaïque ayant exercé le métier de guérisseuse. Son père est originaire de Trinidad. Le couple se sépare avant la naissance de leur unique enfant, elle n'a aucune relation avec son père pendant des décennies.   
En 2017, à 41 ans, à la suite d'une thérapie, elle reprend contact avec son père.    
Pendant quelques années, elle fut donc seulement élevée par sa mère, à Finsbury Park dans le nord de Londres. Sa mère s'est remariée quand Naomie avait 11 ans. Son beau père était professionnellement établi dans le sud de la France. De ce fait, elle a un demi-frère et une demi-sœur de 20 ans de moins qu'elle.  
Tournée très tôt vers la comédie, elle prend des cours à la Bristol Old Vic Theatre School à Bristol (Angleterre), après avoir été peu satisfaite de ses études de sciences politiques et sociales à l'Université de Cambridge. 
Elle mesure 1,73 m.
Elle commence ensuite une carrière à la télévision, se produisant, essentiellement, dans des séries télévisées destinées à un jeune public. Elle joue dans quelques épisodes de la série fantastique britannique Simon and the Witch, elle décroche un rôle récurrent dans la série d'aventures Runaway Bay puis finit par signer pour le rôle principal de la série de science fiction The Tomorrow People, aux côtés de l'australien Kristian Schmid.

### Percée et révélation

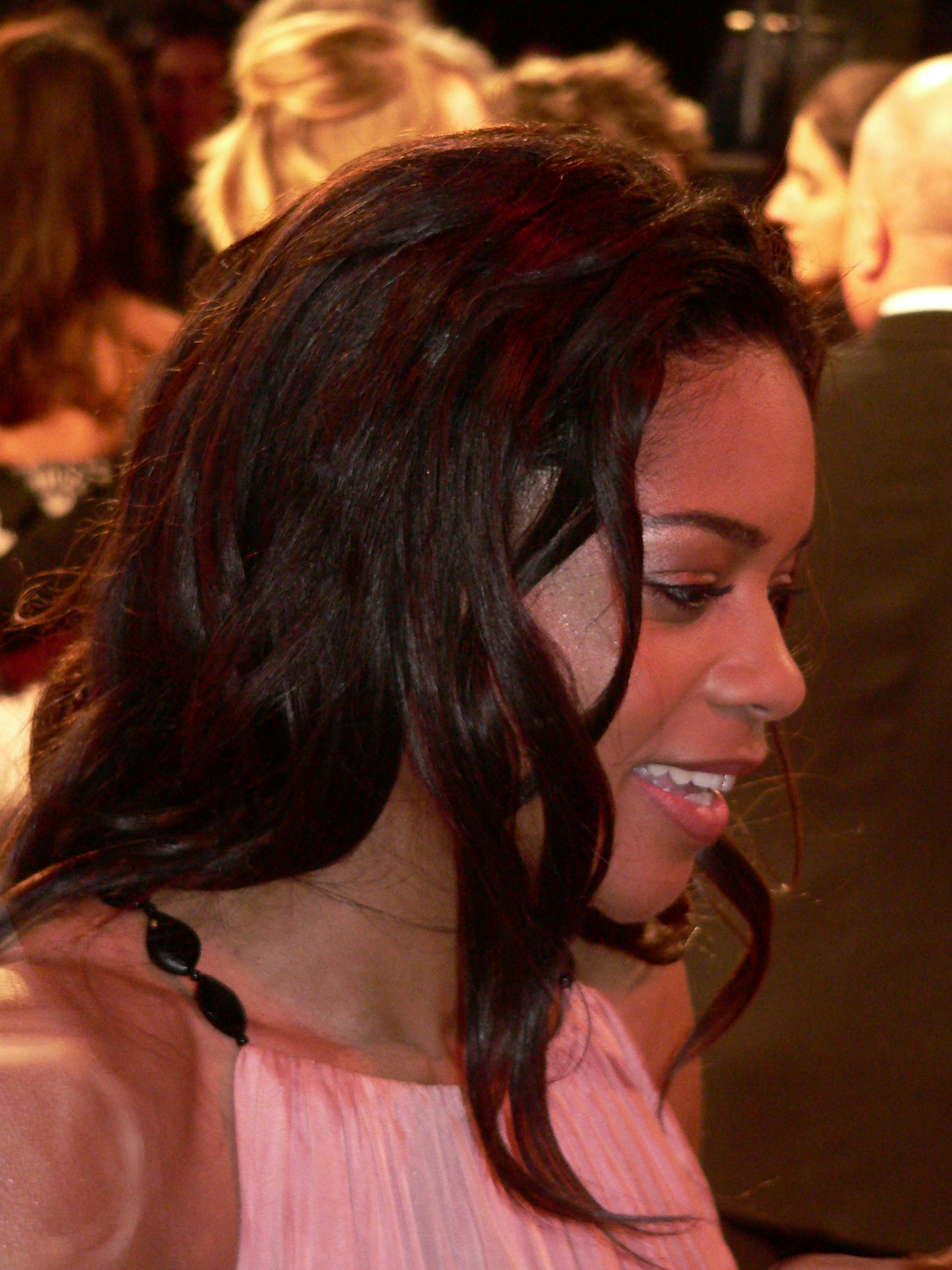
Naomi Harris, lors de la 60e cérémonie des British Academy Film Awards, en 2007.

En 2002, Danny Boyle fait d'elle une vedette en lui donnant le premier rôle féminin de son thriller d'horreur 28 jours plus tard, aux côtés de Cillian Murphy. La même année, elle joue dans la comédie Living in Hope ainsi que le drame Anansi, deux productions indépendantes.
Entre 2003 et 2005, elle enchaîne alors les seconds rôles donnant notamment la réplique à Kevin McNally, mais aussi Mena Suvari et Colin Firth pour le film d'horreur Trauma, elle seconde Pierce Brosnan et Salma Hayek dans la comédie d'action Coup d'éclat et elle intervient dans la comédie Tournage dans un jardin anglais. 
L'année 2006 marque un tournant : elle est en effet à l'affiche de deux blockbusters : Pirates des Caraïbes : Le Secret du coffre maudit, puis Miami Vice : Deux flics à Miami de Michael Mann, dans laquelle elle signe une prestation remarquée. Le premier est un énorme succès commercial, et elle reprend d'ailleurs son rôle de Tia Dalma dans le 3e volet de la franchise, Pirates des Caraïbes : Jusqu'au bout du monde, tourné dans la foulée.
Elle enchaîne avec des projets cinématographiques moins exposés. Elle donne la réplique à Josh Hartnett dans le drame laminé par la critique, August, elle accompagne Rosario Dawson pour le drame Explicit Ills et elle est le premier rôle féminin du film d'action, mené par une large distribution masculine, Au bout de la nuit. À la télévision, elle porte le téléfilm Poppy Shakespeare. 

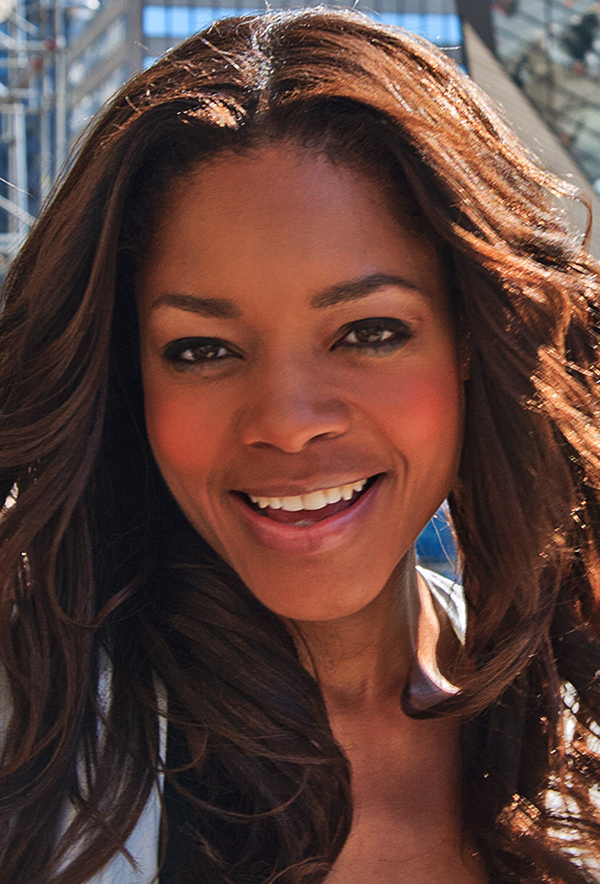
Au Festival international du film de Toronto 2010.

En 2009, elle est à l'affiche de plusieurs productions malmenées par la critique : d'abord les comédies britanniques Morris: A Life with Bells On et My Last Five Girlfriends, vient ensuite Ninja Assassin, film américano-allemand dans lequel elle interprète un agent traquée par le clan Ozunu et enfin, inverse une tendance négative, en rejoignant la distribution du prestigieux téléfilm dramatique Small Island.  

### Confirmation et reconnaissance critique

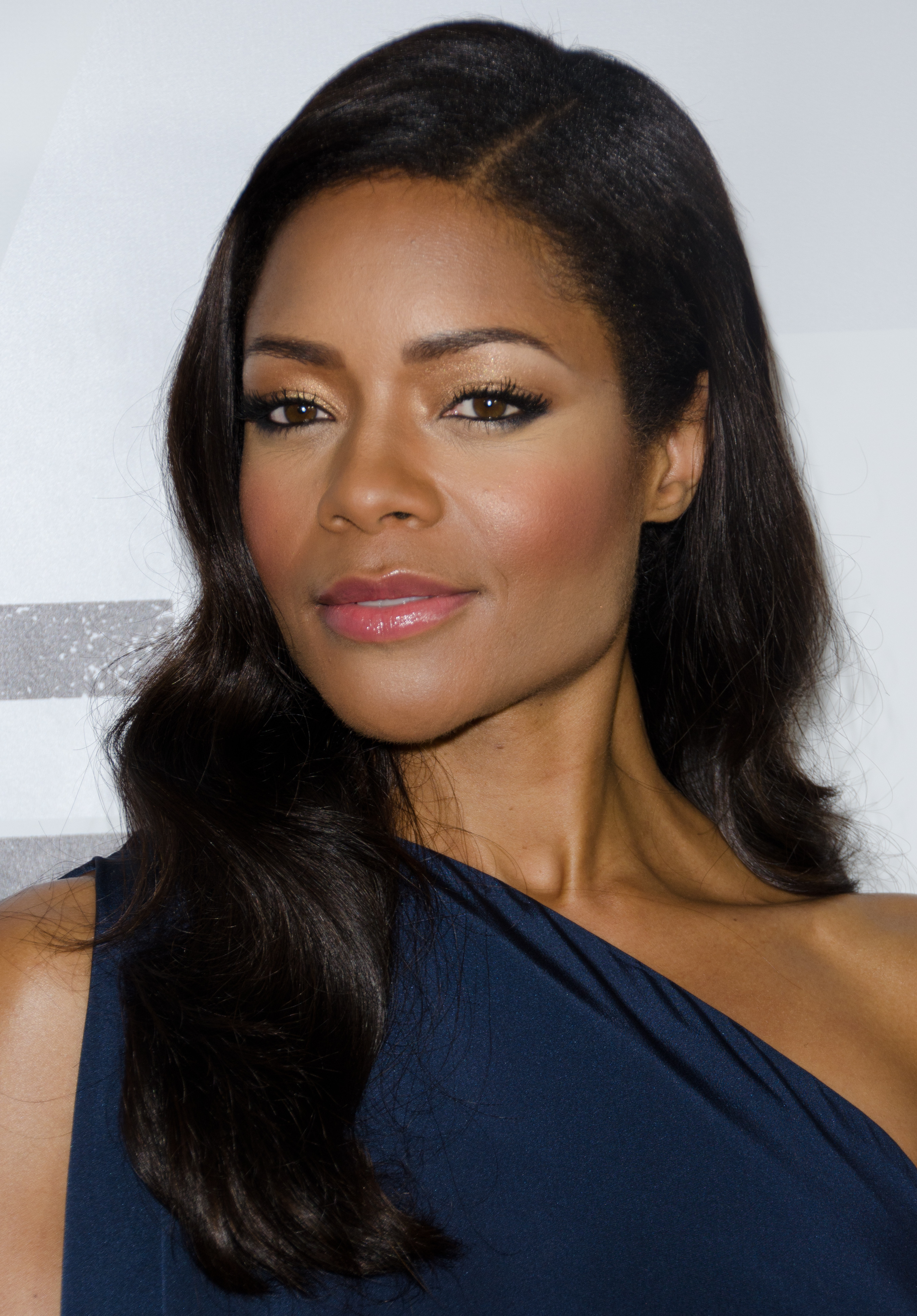
Lors de l'avant-première australienne du film Skyfall, en 2012.

En 2010, elle donne la réplique à Andy Serkis pour le drame musical Sex & Drugs & Rock & Roll, elle porte le téléfilm dramatique Blood and Oil avec David Oyelowo ainsi que le drame salué Le Plus Vieil Écolier du monde avant de jouer les guest-star, le temps d'un épisode, dans la série télévisée Accused.  
En 2011, elle joue le rôle de la fiancée du Dr Victor Frankenstein dans l'adaptation réalisée pour le théâtre par Danny Boyle. L'année suivante, elle est choisie pour jouer le rôle de Miss Moneypenny, dans le 23e film de James Bond, intitulé Skyfall. Le blockbuster est un succès critique et commercial mondial, et l'actrice signe pour la suite, intitulée 007 Spectre, qui sort à la fin de 2015. Elle est la première actrice noire à incarner ce personnage et son champ d’interprétation est également élargi, devenant un agent de terrain à part entière et acolyte de 007 en lieu et place de secrétaire.
Entre-temps, elle est à l'affiche de Mandela : Un long chemin vers la liberté, de Justin Chadwick, pour lequel elle prête ses traits à Winnie Mandela, l'épouse du leader politique. Et tient le second rôle féminin principal du film de boxe La Rage au ventre, avec Jake Gyllenhaal et Rachel McAdams, remplaçant Lupita Nyong'o à la suite de son retrait du projet.

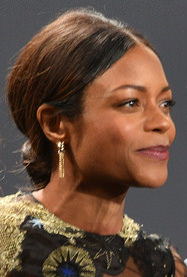
Lors de l'avant-première de Spectre, à Berlin, en 2015.

2016 est une année charnière pour l'actrice. Elle est à l'affiche du thriller britannique Un traître idéal avec Carlos Acosta, Radivoje Bukvic et Stellan Skarsgård; elle joue un second rôle fort dans le drame Moonlight; enfin, elle rejoint la large distribution réunie pour la romance Beauté cachée portée par Will Smith. Le thriller est un échec au box-office en plus d'une réception critique mitigée, et bien qu'épaulée par Edward Norton, Kate Winslet, Helen Mirren ou Keira Knightley, la romance Beauté cachée est largement boudée par la critique et peine à convaincre au box office.  

Cependant, elle peut compter sur l'important succès critique que rencontre le drame Moonlight. En effet, cette production reçoit un accueil critique dithyrambique, remporte, entre autres, l'Oscar du meilleur film et son interprétation d'une mère camée lui vaut une trentaine de citations et récompenses, au titre de meilleure actrice dans un second rôle. Au sujet de cette fructueuse collaboration avec le réalisateur Barry Jenkins, l'actrice déclarera : 

« Barry Jenkins laisse beaucoup de liberté à ses acteurs. C'est ainsi que l'on produit les meilleurs films. Et celui-là proposait une vraie alternative aux stéréotypes majoritairement dépeints au cinéma. »

Couronnée de succès, elle est choisie pour devenir la nouvelle égérie de la marque Swarovski. 
En 2017, elle est nommée officier de l'ordre de l'Empire britannique par la reine Élisabeth II lors de la cérémonie du Nouvel An 2017 pour ses services à la dramaturgie.    
L’année d’après, elle accompagne Dwayne Johnson pour le blockbuster d’action Rampage, inspiré du jeu vidéo du même nom crée en 1986 pour bornes d'arcade, qui lui vaut une citation pour le Teen Choice Awards de la meilleure actrice dans un film de science-fiction. Puis, elle rejoint une nouvelle adaptation cinématographique du Livre de la jungle de Rudyard Kipling qui mêle prise de vues réelles et capture de mouvement : Mowgli : La Légende de la jungle d'Andy Serkis sort le 7 décembre 2018 sur la plateforme Netflix.    
En 2019, elle tourne pour la société Screen Gems, le thriller policier Black and Blue, dont elle la vedette aux côtés de Mike Colter et Nafessa Williams. En octobre de cette année, elle entre en négociations afin d'incarner la super-vilaine Shriek dans Venom 2.       
Puis, elle est attendue dans la 25e aventure cinématographique de James Bond, Mourir peut attendre, produite par EON Productions, qui met une dernière fois en scène Daniel Craig, en 2021. L'année où elle figure au sein de la distribution principale de la mini-série The Third Day avec Jude Law pour le réseau HBO.

### Engagements
Féministe et engagée, elle fait partie des 300 actrices à avoir signé la pétition Time's Up dont le but est de combattre le harcèlement sexuel. 

## Filmographie

### Cinéma
- 2002 : Living in Hope de John Miller : Ginny
- 2002 : Anansi de Fritz Baumann : Carla
- 2002 : 28 jours plus tard (28 Days Later...) de Danny Boyle : Selena
- 2003 : Crust de Mark Locke : la réceptionniste
- 2004 : Trauma de Marc Evans : Elisa
- 2004 : Coup d'éclat (After the Sunset) de Brett Ratner : Sophie
- 2005 : Tournage dans un jardin anglais (A Cock and Bull Story) de Michael Winterbottom : Jennie
- 2006 : Pirates des Caraïbes : Le Secret du coffre maudit (Pirates of the Caribbean : Dead Man's Chest) de Gore Verbinski : Tia Dalma
- 2006 : Miami Vice : Deux flics à Miami (Miami Vice) de Michael Mann : Trudy Joplin
- 2007 : Pirates des Caraïbes : Jusqu'au bout du monde (Pirates of the Caribbean: At World's End) de Gore Verbinski : Tia Dalma / Calypso, la déesse de la mer
- 2008 : August d'Austin Chick : Sarrah
- 2008 : Explicit Ills de Mark Webber : Jill
- 2008 : Au bout de la nuit (Street Kings) de David Ayer : Linda Washington
- 2009 : Morris: A Life with Bells On de Lucy Akhurst : Sonja
- 2009 : My Last Five Girlfriends de Julian Kemp : Gemma
- 2009 : Ninja Assassin de James McTeigue : Mika Coretti
- 2010 : Sex & Drugs & Rock & Roll de Mat Whitecross : Denise Roudette
- 2010 : Le Plus Vieil Écolier du monde (The First Grader) de Justin Chadwick : Jane Obinchu
- 2011 : National Theatre Live: Frankenstein de Danny Boyle : Elizabeth Lavenza
- 2012 : Skyfall de Sam Mendes : Eve Moneypenny
- 2013 : Mandela : Un long chemin vers la liberté (Mandela: Long Walk to Freedom) de Justin Chadwick : Winnie Mandela
- 2015 : La Rage au ventre (Southpaw) d'Antoine Fuqua : Angela Rivera
- 2015 : 007 Spectre (Spectre) de Sam Mendes : Eve Moneypenny
- 2016 : Un traître idéal (Our Kind of Traitor) de Susanna White : Gail Perkins
- 2016 : Beauté cachée (Collateral Beauty) de David Frankel
- 2016 : Moonlight de Barry Jenkins : Paula
- 2018 : Rampage : Hors de contrôle (Rampage) de Brad Peyton : Dr. Kate Caldwell
- 2018 : Mowgli : La Légende de la jungle (Mowgli: Legend of the Jungle) d'Andy Serkis : Nisha (voix et capture de mouvement
- 2019 : Black and Blue (Dirty Cops) de Deon Taylor : Alicia West
- 2021 : Mourir peut attendre (No Time to Die) de Cary Joji Fukunaga : Eve Moneypenny
- 2021 : Venom: Let There Be Carnage de Andy Serkis :  Frances Louise Barrison / Shriek
- 2024 : La Guêpe (The Wasp) de Guillem Morales : Heather Boxfield
- 2025 : The Insider (Black Bag) de Steven Soderbergh : Dr Zoe Vaughan

### Télévision

#### Séries télévisées
- 1987 : Simon and the Witch de David Bell : Joyce (12 épisodes)
- 1989 : Erasmus Microman de David Richards et Rod Stratfold : Millie (1 épisode)
- 1992 - 1993 : La Baie des fugitifs de Tim Dowd : Shuku (17 épisodes)
- 1994 - 1995 : The Tomorrow People de Roger Damon Price : Ami Jackson (16 épisodes)
- 2002 : Scotland Yard, crimes sur la Tamise de Lynda La Plante : Tara Gray (1 épisode)
- 2002 : Sourires de loup (White Teeth) de Julian Jarrold : Clara (mini-série, 4 épisodes)
- 2003 : Dinotopia de Mario Azzopardi : Romana (2 épisodes)
- 2010 : Accused de Jimmy McGovern : Alison Wade (1 épisode)
- 2020 : The Third Day (série HBO, 6 épisodes) : Helen

#### Téléfilms
- 2002 : Les Années Tony Blair (The Project) de Peter Kosminsky : Maggie Dunn
- 2008 : Poppy Shakespeare de Benjamin Ross : Poppy Shakespeare
- 2009 : Small Island de John Alexander : Hortense
- 2010 : Blood and Oil de David Attwood : Alice Omuka

#### Jeux vidéo
- 2010 : Fable III : Page (voix)
- 2012 : 007 Legends : Eve (voix)

## Distinctions

### Récompenses
- Festival de Télévision de Monte-Carlo 2003 : Nymphe d'or de la meilleure performance féminine dans une série TV pour White Teeth .
- 2004 : Black Reel Awards de la meilleure révélation féminine pour 28 jours plus tard
- 2010 : Royal Television Society de la meilleure actrice dans un téléfilm pour Small Island
- 2013 : Black Reel Awards de la meilleure actrice dans un second rôle pour Skyfall
- 2013 : Capri de la meilleure actrice dans un second rôle pour Mandela : Un long chemin vers la liberté
- Elle Women in Hollywood Awards 2013 : Prix de la femme de l'année.
- British Independent Film Awards 2016 : Prix Variety.
- Gotham Independent Film Awards 2016 : Meilleure distribution pour Moonlight partagée avec Mahershala Ali, Alex R. Hibbert, André Holland, Jharrel Jerome, Janelle Monáe, Jaden Piner, Trevante Rhodes et Ashton Sanders.
- 2016 : Festival du film de Hollywood de la meilleure révélation féminine pour Collateral Beauty et pour Moonlight
- 2016 : Kansas City Film Critics Circle Awards de la meilleure actrice dans un second rôle pour Moonlight
- 2017 : London Critics Circle Film Awards de l'actrice de l'année dans un second rôle pour Moonlight
- National Board of Review Awards 2016 : Meilleure actrice dans un second rôle pour Moonlight
- Film Independent's Spirit Awards 2017 : Lauréate du Prix Robert Altman de la meilleure distribution pour Moonlight
- Festival international du film de Santa Barbara 2017 : Lauréate du Prix Virtuoso de la meilleure actrice dans un second rôle pour Moonlight
- Satellite Awards 2017 : Meilleure actrice dans un second rôle pour Moonlight

### Nominations
- 2004 : Fangoria Chainsaw Awards de la meilleure actrice dans un second rôle pour 28 jours plus tard
- British Academy Film Awards 2007 : Rising Star Award du meilleur espoir pour Pirates des Caraïbes : Le Secret du coffre maudit
- Satellite Awards 2010 : Meilleure actrice dans une mini-série ou un téléfilm pour Small Island
- 2012 : Black Reel Awards de la meilleure actrice pour Le Plus Vieil Écolier du monde
- 2013 : Women's Image Network Awards de la meilleure actrice dans un second rôle pour Mandela : Un long chemin vers la liberté
- 2014 : Acapulco Black Film Festival de la meilleure actrice dans un second rôle pour Mandela : Un long chemin vers la liberté
- Black Reel Awards 2014 : Meilleure actrice dans un second rôle pour Mandela : Un long chemin vers la liberté
- NAACP Image Awards 2014 : Meilleure actrice dans un second rôle pour Mandela : Un long chemin vers la liberté
- London Film Critics Circle Awards 2014 : Actrice de l'année dans un second rôle pour Mandela : Un long chemin vers la liberté
- London Film Critics Circle Awards 2014 : Actrice britannique de l'année pour Mandela : Un long chemin vers la liberté
- 2015 : Jupiter Award de la meilleure actrice internationale pour Mandela : Un long chemin vers la liberté
- British Independent Film Awards 2016 : Meilleure actrice dans un second rôle pour Un traître idéal
- 2016 : Chicago Film Critics Association Awards de la meilleure actrice dans un second rôle pour Moonlight
- 2016 : Dallas-Fort Worth Film Critics Association Awards de la meilleure actrice dans un second rôle pour Moonlight
- 2016 : Florida Film Critics Circle Awards de la meilleure actrice dans un second rôle pour Moonlight
- 2016 : Indiana Film Journalists Association Awards de la meilleure actrice dans un second rôle pour Moonlight
- 2016 : Indiewire Critics' Poll de la meilleure actrice dans un second rôle pour Moonlight
- 2016 : Las Vegas Film Critics Society Awards de la meilleure actrice dans un second rôle pour Moonlight
- 2016 : Phoenix Critics Circle de la meilleure actrice dans un second rôle pour Moonlight
- 2016 : Phoenix Film Critics Society Awards de la meilleure actrice dans un second rôle pour Moonlight
- 2016 : San Francisco Film Critics Circle Awards de la meilleure actrice dans un second rôle pour Moonlight
- 2016 : Southeastern Film Critics Association Awards de la meilleure actrice dans un second rôle pour Moonlight
- 2016 : St. Louis Film Critics Association Awards de la meilleure actrice dans un second rôle pour Moonlight
- 2016 : Toronto Film Critics Association Awards de la meilleure actrice dans un second rôle pour Moonlight
- 2016 : Utah Film Critics Association Awards de la meilleure actrice dans un second rôle pour Moonlight
- 2016 : Toronto Film Critics Association Awards de la meilleure actrice dans un second rôle pour Moonlight
- 2016 : Washington DC Area Film Critics Association Awards de la meilleure actrice dans un second rôle pour Moonlight
- 2017 : Oscars du cinéma 2016 : Oscar de la meilleure actrice dans un second rôle pour Moonlight
- Australian Academy of Cinema and Television Arts Awards 2017 : Meilleure actrice dans un second rôle pour Moonlight
- 2017 : Alliance of Women Film Journalists Awards de la meilleure actrice dans un second rôle pour Moonlight
- 2017 : Alliance of Women Film Journalists Awards de la performance la plus courageuse pour Moonlight
- 2017 : Black Reel Awards de la meilleure actrice dans un second rôle pour Moonlight
- Critics' Choice Movie Awards 2017 : Meilleure actrice dans un second rôle pour Moonlight
- 2017 : Central Ohio Film Critics Association Awards de la meilleure actrice dans un second rôle pour Moonlight
- Golden Globes 2017 : Meilleure actrice dans un second rôle pour Moonlight
- 2017 : Houston Film Critics Society Awards de la meilleure actrice dans un second rôle pour Moonlight
- 2017 : London Critics Circle Film Awards de l'actrice de l'année pour Moonlight, Un traître idéal et pour Collateral Beauty
- 2017 : North Carolina Film Critics Association Awards de la meilleure actrice dans un second rôle pour Moonlight
- 2017 : Online Film Critics Society Awards de la meilleure actrice dans un second rôle pour Moonlight
- Screen Actors Guild Awards 2017 : Meilleure distribution pour Moonlight
- Screen Actors Guild Awards 2017 : Meilleure actrice dans un second rôle pour Moonlight
- 2017 : Seattle Film Critics Awards de la meilleure actrice dans un second rôle pour Moonlight
- 2017 : Vancouver Film Critics Circle Awards de la meilleure actrice dans un second rôle pour Moonlight
- Teen Choice Awards 2018 : meilleure actrice pour Rampage

## Voix françaises
En France, Annie Milon est la voix française régulière de Naomie Harris.
Au Québec, elle est principalement doublée par Pascale Montreuil.  Catherine Proulx-Lemay l'a également doublée à quatre reprises.
En France
| - Annie Milon dans : - Coup d'éclat - Skyfall - 007 Legends (jeu vidéo) - La Rage au ventre - 007 Spectre - Beauté cachée - Rampage : Hors de contrôle - The Third Day (série télévisée) - Mourir peut attendre - Venom: Let There Be Carnage - Swan Song - The Man Who Fell to Earth (série télévisée) - The Insider - Maïk Darah dans : - Pirates des Caraïbes : Le Secret du coffre maudit - Pirates des Caraïbes : Jusqu'au bout du monde | - Mbembo dans : - Au bout de la nuit - Ninja Assassin Et aussi - Géraldine Asselin dans 28 jours plus tard - Laëtitia Laburthe-Tolra dans Miami Vice : Deux flics à Miami - Nathalie Gazdik dans August (en) - Béatrice Cheramy dans Mandela : Un long chemin vers la liberté - Aurélie Konaté dans Un traître idéal - France Bastoen (Belgique) dans Moonlight - Anneliese Fromont dans Mowgli : La Légende de la jungle |

Au Québec
| - Pascale Montreuil dans : - Pirates des Caraïbes : Le Coffre du mort - Pirates des Caraïbes : Jusqu'au bout du monde - Ninja Assassin - Le gaucher - Moonlight : L'Histoire d'une vie - Ravages - Noire et flic - Catherine Proulx-Lemay dans : - Tristram Shandy : Une histoire sans queue ni tête - Deux flics à Miami - August (en) - Beauté cachée | Et aussi - Christine Bellier dans The Tomorrow People - Isabelle Payant dans Complot au crépuscule - Pascale Montpetit dans Rois de la rue |